# Gentianella atrata
Gentianella atrata là một loài thực vật có hoa trong họ Long đởm. Loài này được (Bunge ex Griseb.) Holub mô tả khoa học đầu tiên năm 1976.